# 샤르키야 지방

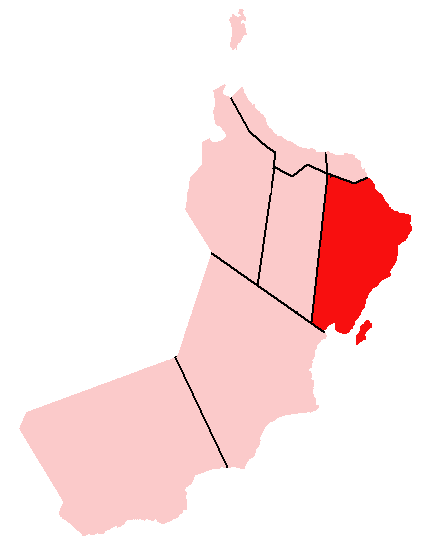
샤르키야 지방의 위치

샤르키야 지방(아랍어: المنطقة الشرقية)은 오만 북서부에 있던 지방으로 행정 중심지는 수르이며 인구는 313,761명(2003년 기준), 면적은 36,800km2이다. 샤르키야는 아랍어로 "동부"를 뜻한다.
북쪽으로는 무스카트주, 동쪽으로는 아라비아해, 남쪽으로는 우스타 지방(중부주), 서쪽으로는 다킬리야 지방(다킬리야주)과 접하고 있었다. 2011년 10월 28일에 실시된 행정 구역 개편에 따라 북동부주와 남동부주로 나뉘면서 폐지되었다.

## 같이 보기
- 동아라비아